# أولئك الذين يصطادون الجان
أولئك الذين يصطادون الجان (بالإنجليزية: Those Who Hunt Elves)‏ هي سلسلة مانغا يابانية نشرت في الفترة بين يونيو 1995 حتى مارس 2003 وتم جمعها في 21 تانكوبون.في 12 يونيو 2015،أدرجت وزارة الثقافة الصينية أولئك الذين يصطادون الجان ضمن 38 عنوانًا لأنمي ومانجا محظورة في الصين.